# 甘露燃焰者
甘露燃焰者（英文：Kamloops Blazers）或音譯坎盧普斯布雷澤是一支所屬於西加冰球聯盟 (WHL)青少年冰球隊伍。主場位於加拿大英屬哥倫比亞省甘露市桑德曼體育場。

## 歷史
1966年，此隊最先於薩斯喀徹溫省埃斯特萬註冊名為「埃斯特萬棕熊」的隊伍；隨後於1971年搬遷至英屬哥倫比亞省新西敏，並且改稱「新西敏棕熊」。最終於1981年搬遷至甘露市，最初名為甘露青年油人，於1984年後才改至今名。球隊原先主場位於甘露紀念體育館，後來搬遷至里弗塞德體育館。該體育館隨後於1992年改名為內陸信用中心體育場；於2015年時再由共同所有人湯姆·加格拉爾底與桑德曼飯店集團合作並改其名為桑德曼體育場。

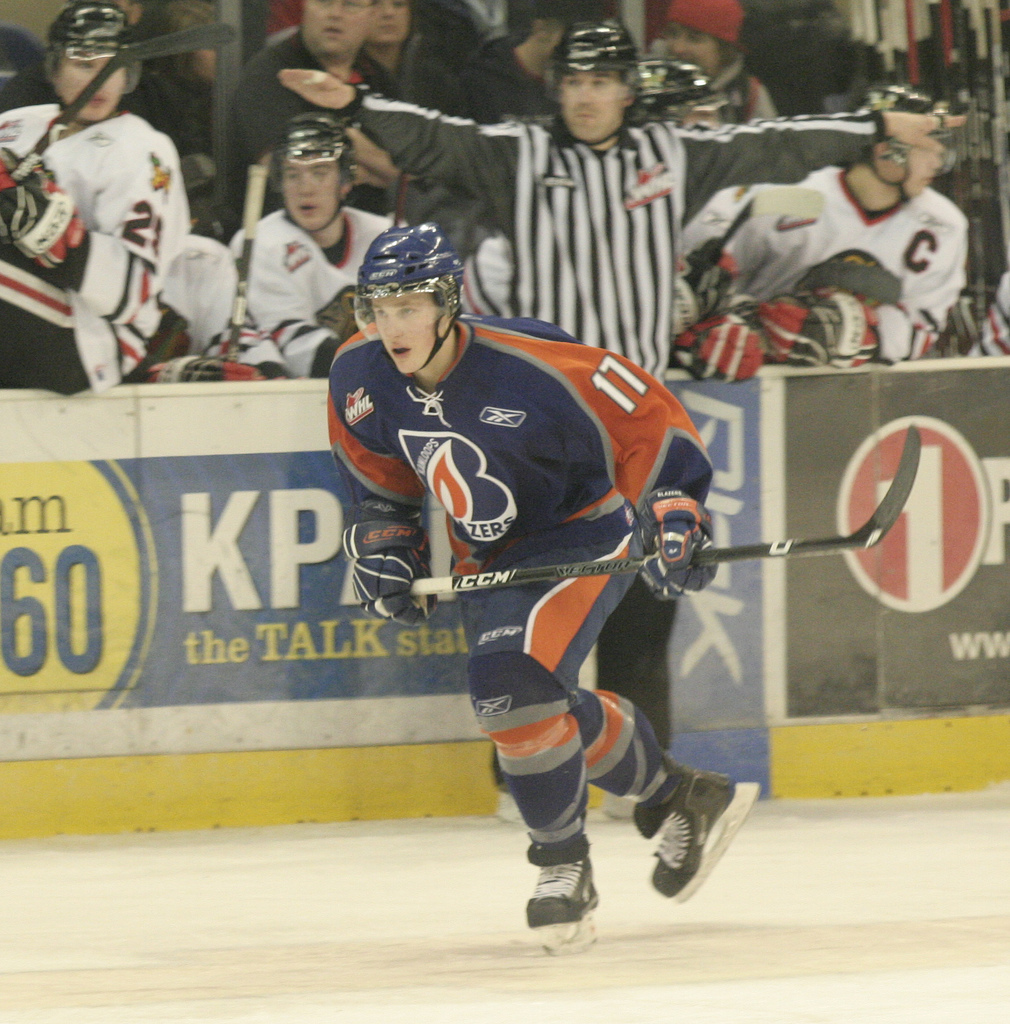
甘露燃焰者球員季芬·尼倫

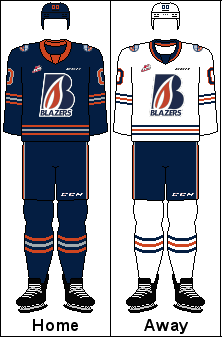
甘露燃焰者隊服，左側為主隊服，右側為客隊服

## 戰績

### WHL決賽出場
- 1983–84年: 勝, 4–3 對上 雷吉納愛國者
- 1984–85年: 敗, 0–4 對上 艾伯特親王城突襲者
- 1985–86年: 勝, 4–1 對上 梅迪辛哈特老虎
- 1987–88年: 敗, 2–4 對上 梅迪辛哈特老虎
- 1989–90年: 勝, 4–1 對上 萊斯布里奇颶風
- 1991–92年: 勝, 4–3 對上 薩斯卡通尖刃
- 1993–94年: 勝, 4–3 對上 薩斯卡通尖刃
- 1994–95年: 勝, 4–2 對上 布蘭登麥王
- 1998–99年: 敗, 1–4 對上 卡加利刺客

### 紀念杯出場
- 1992年紀念杯 – 勝, 5–4 對上 蘇聖瑪麗格雷伊獵犬
- 1994年紀念杯 – 勝, 5–3 對上 拉瓦勒泰坦
- 1995年紀念杯 – 勝, 8–2 對上 底特律鯨人

## 球員

### 現役
（待補充）

### 已退役
包含自甘露青年油人退役者
- 傑瑞德·奧林
- 倫·巴里
- 諾蘭·鮑姆加特納
- 羅賓·巴瓦
- 布賴恩·本寧
- 克雷格·貝魯貝
- 道格·博傑
- 扎克·博耶
- 邁克·W.布朗
- 羅布·布朗
- 加斯·布徹
- 凱爾·考爾德
- 埃里克·克里斯滕森
- 戴夫·希佐夫斯基
- 迪恩·克拉克
- 肯·丹尼科
- 賈勒特·杜林
- 羅布·迪邁奧
- 羅伯特·德克
- 肖恩·杜安
- 赫納特·多梅尼切利
- 德萬·杜布尼克
- 米奇·杜邦
- 喬爾·埃德蒙森
- 基頓·艾勒比
- 托德·伊文
- 迪恩·埃瓦森
- 迪倫·弗格森
- 斯科特·弗格森
- 馬克·弗納
- 史蒂夫·蓋尼
- 馬克·哈布沙伊德
- 格雷格·霍古德
- 科里·赫希
- 傑森·霍蘭德
- 瑞安·胡斯卡
- 杰羅姆·伊金拉
- 喬納斯·約翰遜
- 泰·瓊斯
- 馬克·卡卓斯基
- 保羅·克魯斯
- 布萊斯·蘭普曼
- J.C.立邦
- 布拉德·盧科維奇
- 大衛·麥基
- 帕特·麥克勞德
- 邁克·麥克威廉
- 迪恩·馬爾科克
- 戴夫·馬西尼辛
- 戈登·馬克
- 肖恩·莫里森
- 克里斯·穆雷
- 泰森·納什
- 邁克·李約瑟
- 斯科特·尼德邁爾
- 科爾頓·奧爾
- 史蒂夫·帕斯莫爾
- 艾德·帕特森
- 魯迪·波切克
- 布倫丹·蘭福德
- 達里爾·雷夫
- 馬克·雷奇
- 羅賓·雷格爾
- 坎姆·塞弗森
- 羅恩·舒德拉
- 特雷·弗辛
- 羅布·斯克拉克
- 泰勒·斯隆
- 科林·史密斯
- 傑夫·史密斯
- 瑞恩·斯圖爾特
- 傑森·斯特魯威克
- 達里爾·西多爾
- 達西·塔克
- 斯科蒂·厄普紹爾
- 戈德·沃克
- 大衛·威爾基

## 資料來源
1. ↑  . Blazerhockey.com.   [2022-04-12]. （原始内容存档于2016-03-11）.
2. ↑  . OurSports Central. 20 July 2019  [2022-04-12]. （原始内容存档于2022-04-12）.
3. ↑  . OurSports Central. 18 June 2019  [2022-04-12]. （原始内容存档于2022-04-12）.

## 外部連結
- 甘露燃焰者官網 （页面存档备份，存于）